# اقتصاد سوریه
سوریه دارای تاریخی پرنوسان در زمینهٔ اقتصاد است. در سال ۱۹۶۳، حزب بعث سوسیالیست عرب به‌قدرت رسید و سیاست‌هایی سوسیالیستی همچون ملّی‌سازی و اصلاحات ارضی را به‌اجرا گذاشت. در سال ۱۹۷۰، حافظ اسد ادارهٔ امور را به‌دست گرفت. هرچند محدودیت‌هایی که بر فعالیت‌های بخش خصوصی اعمال می‌شد کاهش یافت، اما بخش عمده‌ای از اقتصاد همچنان تحت کنترل دولت باقی ماند. تا دههٔ ۱۹۸۰، سوریه با انزوای سیاسی و اقتصادی روبه‌رو شد و وارد بحرانی عمیق گردید. تولید ناخالص داخلی واقعیِ سرانه بین سال‌های ۱۹۸۲ تا ۱۹۸۹ حدود ۲۲ درصد کاهش یافت. در سال ۱۹۹۰، دولت اسد مجموعه‌ای از اصلاحات اقتصادی را آغاز کرد، اگرچه اقتصاد کشور همچنان با نظارت شدید دولتی اداره می‌شد. در دههٔ ۱۹۹۰ و همچنین دههٔ ۲۰۰۰، اقتصاد سوریه رشد قابل توجهی را تجربه کرد و در سال ۲۰۱۰، تولید ناخالص داخلیِ سرانه به ۴۰۵۸ دلار رسید. از سال ۲۰۱۲ به‌دلیل وقوع جنگ داخلی، داده‌های رسمی دربارهٔ تولید ناخالص داخلی در دسترس نیست.
پیش از آغاز جنگ داخلی، دو بخش اصلی اقتصاد سوریه، کشاورزی و نفت بودند که مجموعاً نزدیک به نیمی از تولید ناخالص داخلی سوریه را تشکیل می‌دادند. برای نمونه، کشاورزی حدود ۲۶ درصد از تولید ناخالص داخلی را در بر می‌گرفت و ۲۵ درصد از نیروی کار را به‌خود اختصاص می‌داد. با این حال، شرایط نامساعد اقلیمی و خشک‌سالی شدید تأثیر منفیِ چشم‌گیری بر این بخش گذاشت، به‌گونه‌ای که بر پایهٔ داده‌های اولیهٔ مرکز آمار سوریه، سهم آن از تولید ناخالص داخلی از ۲۰٫۴ درصد در سال ۲۰۰۷ به حدود ۱۷ درصد در سال ۲۰۰۸ کاهش یافت. در مقابل، افزایش قیمت جهانی نفت با کاهش تولید داخلی نفت هم‌زمان شد و این امر باعث افزایش درآمدهای صادراتی و بودجه‌ای شد.
از زمان آغاز جنگ داخلی سوریه، اقتصاد این کشور به‌شدت تحت تأثیر تحریم‌های اقتصادی قرار گرفته‌است. این تحریم‌ها شامل محدودیت‌هایی از سوی اتحادیهٔ عرب، استرالیا، کانادا، اتحادیهٔ اروپا (و کشورهای اروپایی همچون آلبانی، ایسلند، لیختن‌اشتاین، مولداوی، مونته‌نگرو، مقدونیهٔ شمالی، نروژ، صربستان و سوئیس)، همچنین گرجستان، ژاپن، کرهٔ جنوبی، تایوان، ترکیه و ایالات متحدهٔ آمریکا می‌شود.
تحریم‌ها، تخریب‌ها و بی‌ثباتیِ ناشی از جنگ داخلی، منجر به ویرانی گستردهٔ اقتصاد سوریه شده‌است. سازمان ملل متّحد در پایان سال ۲۰۱۳، میزان خسارت اقتصادیِ ناشی از جنگ را ۱۴۳ میلیارد دلار برآورد کرد. بنا به گزارش کمیسیون اقتصادی و اجتماعی سازمان ملل برای غرب آسیا، مجموع خسارت‌های اقتصادیِ ناشی از جنگ تا پایان سال ۲۰۱۵ به ۲۳۷ میلیارد دلار خواهد رسید. همچنین، تصرّف گذرگاه مرکزی نصیب توسط نیروهای مخالف دولت، سالانه ضرری میان ۵۰۰ تا ۷۰۰ میلیون دلار به‌همراه داشت. در سال ۲۰۱۸، بانک جهانی اعلام کرد که حدود یک‌سوم از کل واحدهای مسکونی سوریه و نیمی از زیرساخت‌های آموزشی و بهداشتی کشور در جریان درگیری‌ها نابود شده‌اند. بر پایهٔ برآورد بانک جهانی، مجموع تولید ناخالص داخلی ازدست‌رفتهٔ سوریه بین سال‌های ۲۰۱۱ تا ۲۰۱۶ بالغ بر ۲۲۶ میلیارد دلار بوده‌است.
اقتصاد سوریه با تورّم افسارگسیختهٔ ناشی از جنگ داخلی نیز مواجه شده‌است. نرخ تورّم سالانه در این کشور، از بالاترین نرخ‌ها در سطح جهان به‌شمار می‌رود.

## بورس اوراق بهادار دمشق
در سال ۲۰۰۶ بشار اسد رئیس‌جمهور سوریه فرمانی تحت عنوان فرمان ۵۵ صادر کرد که در واقع دستور راه‌اندازی بورس اوراق بهادار را در سوریه بود. این بورس به نام بورس اوراق بهادار دمشق معروف شد.در این مصوبه همچنین مقرر شده بود که بازار به شرط تامین کسری از طریق وام های دولتی، نهادی خود تامین مالی باشد. همچنین در قانون امکان تبدیل بازار به سهامی با شرایط مناسب پیش بینی شده است.

## کشاورزی
در گذشته، کشاورزی صنعت اصلی سوریه بود. با این حال، با شروع در دهه 1970، تجارت و به دنبال آن معدن و تا حدودی صنعت، با نرخ های بالاتری نسبت به کشاورزی شروع به رشد کرد. با این وجود، کشاورزی همچنان بزرگترین بخش اقتصاد است.اگر بخش نفت که عمدتاً تحت کنترل عمومی است، مستثنی شود، می توان گفت که اقتصاد سوریه عمدتاً مبتنی بر کشاورزی است، زیرا جدا از تولیدات اساسی کشاورزی، بخش عمده ای از صادرات مبتنی بر کشاورزی است، بخش عمده ای از تولید مبتنی است.
بر اساس گزارش سازمان غذا و کشاورزی ملل متحد «۴۶ درصد از مردم سوریه برای زندگی وابسته به کشاورزی هستند».
طبیعت متنوع و گسترده سوریه از جمله زمین‌های ساحلی و حاصل‌خیز که منجر به ایجاد بخش‌های مختلف کشاورزی شده‌است، این بخش را یکی از مهم‌ترین ستون‌های توسعه اقتصادی سوریه به‌شمار مبدل کرده‌است.
میوه و دانه‌های خوراکی علی‌الخصوص گندم که در شمال شرقی سوریه و در شهرهای حسکه و قامشلی کشت می‌شوند، از مهم‌ترین محصولات کشاورزی این کشور می‌باشند. اگرچه تولید آن دائماً در معرض نوسانات شدید بارندگی است. این دو شهر به همراه مناطقی از جنوب سوریه و منطقه فرات دارای جایگاه اول از نظر کیفیت و حجم تولید گندم را دارا می‌باشند.تولید چغندر قند نیز قابل توجه است. جو، ذرت و ارزن از دیگر غلات مهم هستند.زیتون، انگور و سیب در ارتفاعات بالا کشت می شود، در حالی که مرکبات در امتداد ساحل کشت می شوند. تنباکوی مرغوب در نواحی اطراف لاذقیه کشت می شود. پرورش دام اعم از گوسفند، گاو، شتر و طیور نیز از فعالیت های مهم کشاورزی است.
در تولید پنبه نیز سوریه جایگاهی در خور توجهی دارد. این کشور تنها کشور عربی صادرکننده پنبه به کشورهای عربی و سایر کشورهای جهان می‌باشد و پنبه این کشور از مرغوب‌ترین پنبه‌های جهان محسوب می‌شود. در رده‌بندی جهانی نیز سوریه دارای رتبه دهم دنیا در کشت وتولید و رتبه ششم دنیا در صادرات این محصول می‌باشد.

## نفت و گاز و فلزات
از دیگر ستون‌های اقتصاد سوریه می‌توان به نفت اشاره نمود. این کشور سالانه ۳۳۳ هزار بشکه به ارزش تقریبی ۳ میلیارد یورو استخراج و از طریق خط لوله به حمص ارسال می‌کند از این مقدار ۱۸۹ هزار بشکه پالایش و مابقی از طریق بنادر سوریه در دریای مدیترانه صادر می‌شود.
این کشور به دارا بودن نوع خاصی از نفت سبک. و همچنین استخراج فسفات معروف است. از دیگر صنایعی که برای آن آینده‌ای روشن پیش‌بینی می‌شود، گاز طبیعی‌است که چندی پیش میدان‌های گازی عظیمی در مناطق مختلف و علی‌الخصوص در نزدیکی شهر دیرالزور کشف شد واین می‌تواند به شکوفایی هرچه بیشتر اقتصاد سوریه کمک کند همچنین عملیات اکتشافی جدید نشان از یافت شدن میدان جدیدی از نفت سبک در شهر لاذقیه دارد.

## صنعت
صنعت بخش مهمی از اقتصاد سوریه را تشکیل می‌دهد. از این صنایع می‌توان نساجی و انواع صنایع غذایی علی‌الخصوص شیرینی پزی اشاره کرد.
سوریه پیشگام کشورهای عربی از نظر صنایع است، زیرا صنایع مدرن روز به روز در شهرهای مختلف سوریه رو به گسترش بوده و صنایع تبدیلی و مهندسی و ساخت لوازم الکتریکی خانگی مانند یخچال، فرگاز، ماشین لباس‌شویی، جارو برقی، مایکروفر و همچنین دستگاه‌های الکترونیکی مانند تلویزیون، سیستم‌های صوتی، تلفن، گیرنده‌های ماهواره‌ای (رسیور) و صنایع شیمیایی مانند تولید مواد شوینده و صنایع تولید کابل‌های فشار قوی و فشار متوسط و صنایع ماشین‌سازی و تراکتورسازی ساخت تجهیزات کشاورزی و راه‌سازی و صنایع پوشاک و کاغذسازی از آن جمله‌اند.
- صنعت خودروسازی

سوریه از طریق همکاری با شرکت‌های خودروسازی ایران وارد صنعت خودروسازی گردید. ایران و سوریه طی توافقی دوجانبه اقدام به تأسیس شرکت ایرانی سوری سیامکو نمودند که سهم ایران ۴۰٪ سهم سوریه ۶۰٪ می‌باشد. اولین تولید این کارخانه ماشینی به نام Sham (سمند) بود. این کارخانه اولین خط تولید کامل خودرو در سوریه بود و با همکاری جمهوری اسلامی ایران راه‌اندازی شد که گام بلندی در راستای پیشرفت صنعت خودروسازی برای تأمین نیاز داخلی و حتی خارجی در سوریه به‌شمار می‌رود. همچنین در سوریه کارخانه‌ای برای تولید پراید ساخته شد واین ماشین اینک با نام سابادر آن کشور ساخته می‌شود. از دهه‌های پیش در سوریه شرکت‌های فراوانی که بنحوی با صنعت خودروسازی در ارتباط بوده‌اند، فعالیت می‌کنند، این شرکت‌ها اقدام به مونتاژ برخی از خودروها همچنین اتوبوس و مینی‌بوس W-K و ساخت قطعات بدنه و قطعات کامیون وسایر لوازم یدکی همچنین تولید لوازم لوکس ماشین می‌نمایند. منطقه الراموسة در شهر حلب از معروف‌ترین مناطق مونتاژ در سطح خاورمیانه‌است.

## بازرگانی
بازرگانی همواره در اقتصاد سوریه مهم بوده‌است. شهرهای سوریه دارای صنایع سنتی مانند بافندگی و بسته‌بندی خشکبار و صنایع سنگین مدرن هستند. با توجه به سیاست‌های اتخاذ شده از دهه ۱۹۶۰ تا اواخر دهه ۱۹۸۰، سوریه از پیوستن به «اقتصاد جهانی» خودداری کرد. با این حال، در اواخر سال ۲۰۰۱، سوریه درخواستی را برای آغاز روند الحاق به سازمان تجارت جهانی (WTO) ارائه کرد. سوریه یکی از طرف‌های اصلی قرارداد عمومی سابق در مورد تعرفه‌ها و تجارت بود، اما در سال ۱۹۵۱ به دلیل پیوستن اسرائیل به آن، از آن خارج شد. عناصر اصلی قوانین تجاری فعلی سوریه باید تغییر کند تا با سازمان تجارت جهانی سازگار باشد. در مارس ۲۰۰۷، سوریه توافقنامه همکاری با اتحادیه اروپا را امضا کرد که هر دو طرف را تشویق می‌کرد تا قبل از سال ۲۰۱۰ در مورد توافقنامه تجارت آزاد مذاکره کنند. بخش عمده واردات سوریه مواد خام ضروری برای صنعت، کشاورزی، تجهیزات و ماشین آلات بوده‌است. صادرات عمده شامل نفت خام، محصولات تصفیه شده، پنبه خام، پوشاک، میوه‌ها و غلات است.

### موانع بر سر صادرات برق ایران به سوریه
مسیر صادرات برق ایران به سوریه و لبنان از خاک عراق می‌گذرد و براساس خبری که در شهریور ۱۳۹۱ منتشرشد، این کشور هرچند در مذاکرات شفاهی موافقت خود را برای در اختیار گذاشتن مسیر ترانزیت برق، اعلام کرده بود، با جدی‌تر شدن پروژه موانعی را برای این‌کار ایجاد کرد که در شهریور ۱۳۹۱ اعلام‌شد باعث تأخیر چندماهه در تحقق برنامه‌های این پروژه شده‌است.

### حمل و نقل دریایی

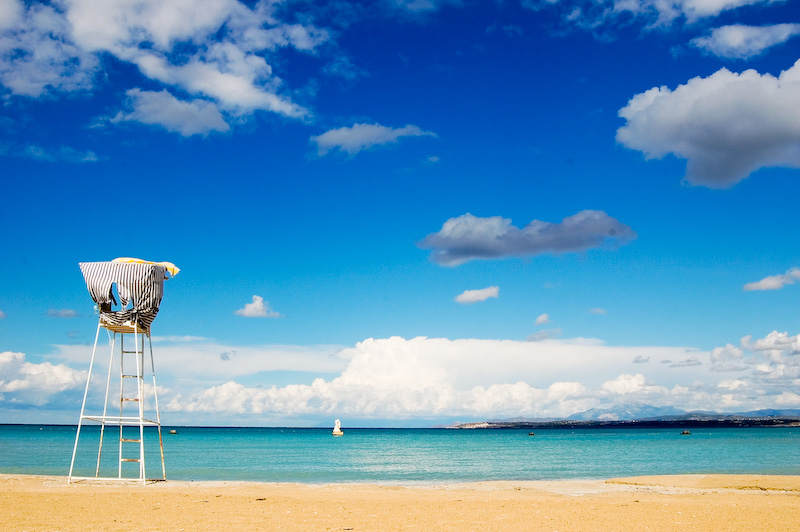
سواحل لاذقیه

سوریه از طریق بنادر خود بر دریای مدیترانه سالانه میلیون‌ها دلار از این طریق کسب می‌کند. مهم‌ترین بنادر سوریه عبارتند از:
- بندر لاذقیه
- بندر جبله
- بندر طرطوس
- بندر ارواد
- بندر بانیاس

### بحران‌ها در سوریه
با تشدید بحران سوریه و از بین رفتن جایگاه این کشور در بازار جهانی و همچنین نقش ترانزیت کالایی که سوریه طی سال‌ها پیش میان کشورهای عربی حوزه خلیج فارس با اروپا ایفا می‌کرد، حالا به نظر می‌رسد که این جایگاه از دست رفته‌باشد. براساس خبری که در مرداد ۱۳۹۲ منتشرشد، در گذشته سالانه ۳۰ هزار محموله ترانزیت کالا از اراضی سوریه عبور می‌کرد و کالاهای مختلف را از کشورهای عربی حوزه خلیج فارس به اروپا و بالعکس منتقل می‌کرد. این محموله‌ها که عموماً با کامیون منتقل می‌شدند از اردن و ترکیه عبور می‌کردند که نقشی به سزا در سودآوری ترانزیتی این کشورها داشتند. جنگ سوریه باعث شد تا بسیاری از این کالاها دیگر از طریق سوریه به اروپا ارسال نشوند